# Легион Вириатос
Легион «Вириатос» (порт. Legião Viriato) – общее название для португальских добровольцев, участвовавших в 1936—1939 годах в гражданской войне в Испании на стороне генерала Франсиско Франко. Название легион получил в честь легендарного лузитанского вождя Вириатоса, который защищал земли своего племени от завоевания римлянами.

## История
Сразу после начала Гражданской войны в Испании в июле 1936 года испанские националисты во главе Франко  получили помощь, в том числе военную со стороны Третьего рейха и фашистской Италии, а также Португалии во главе с Салазаром. Через португальские порты в Испанию доставлялось вооружение, военная техника и другие материалы. Кроме того, португальские власти решили оказать националистам и военную помощь.
В первые недели войны в португальской армии попытались сформировать Легион Вириатос для помощи ультраправым боевикам в Испании. Но попытка провалилась и легион был распущен до того смог принять участие в боевых действиях, после того, как про-республиканские инциденты в Португалии убедили правительство, что прямое вмешательство на стороне националистов может привести к волнениях внутри страны. В результате, было решено направить португальских добровольцев воевать в Испанию по отдельности. Из-за широкого распространения рекламы Легиона всех португальские добровольцев, которые впоследствии были зачислены непосредственно в испанский Иностранный легион и карлистскую милицию, были известны как Вириатос.
Часть португальцев (более 850) вступила в Испанский легион, некоторые сражались в рядах Регуларес и Испанской фаланги. Португальские добровольцы принимали участие, в частности, в Брунетской операции. Были также 3 группы португальских лётчиков, которые вступили в испанскую авиацию.
С 1937 года в Испании присутствовала Португальская военная наблюдательная миссия, в которую входили представители всех трёх ветвей португальских вооружённых сил, сухопутных, военно-морских и военно-воздушных. Задачи миссии заключались в защите интересов португальских добровольцев и сбора информации.
Точных данных о количестве португальских добровольцев, воевавших в Испании на стороне Франко нет. Историк Кристофер Отен утверждает, что их было около 8000. Британский историк Энтони Бивор называет другую цифру, около 12 000 человек.